# Gobierno interino de Diosdado Cabello
El gobierno interino de Diosdado Cabello fue un gobierno provisional instalado tras el breve gobierno de Pedro Carmona durante cuatro horas entre el 13 y el 14 de abril de 2002. Cabello, vicepresidente en el gobierno de Hugo Chávez, fue nombrado presidente por la Asamblea Nacional, y después de esto le entregó el mandato a Chávez, quien restauró su segundo gobierno.

## Historia
En 2002 las fuerzas militares le pidieron la renuncia a Hugo Chávez, arrestándolo y llevándolo al Fuerte Tiuna en el contexto del golpe de Estado de ese año, donde asumió Pedro Carmona y se promulgó el Acta de Constitución del Gobierno de Transición Democrática y Unidad Nacional que disolvió los poderes públicos nacionales y concentró todo el poder en su figura hasta que la Asamblea Nacional presidida por Willian Lara, del Movimiento V República (MVR), le tomó juramento a Cabello, quien le devolvió la presidencia a Chávez.